# Bitwa koło Andrassos
Bitwa koło Andrassos lub bitwa na przełęczy Kylindros – starcie zbrojne, które miało miejsce w 960 r. na przełęczy górskiej w górach Taurus. W bitwie armia bizantyjska dowodzona przez Leona Fokasa Młodszego rozbiła wojska Hamdanidów z emiratu Aleppou pod wodzą emira Sajf ad-Dauli.
Lokalizacja bitwy jest niejasna. Niektóre źródła mówią o bitwie stoczonej na kleisoura Kylindros (przełęczy Kylindros), która oznaczała jedną z przełęczy prowadzących do nadmorskiego miasta Kelenderis, na drogach z Likaonii do Cylicji. Wspomniane w źródłach "Andrassos" lub "Adarassos" mogło leżeć na jednej z tych dróg.
Nicefor Fokas na czele znacznych sił wyruszył, by odbić Kretę. Wykorzystując nieobecność jego i jego wojsk, emir Aleppo Sajf ad-Daula na czele trzydziestotysięcznej armii wtargnął do Azji Mniejszej, plądrując okoliczne ziemie. Nicefor wysłał przeciw niemu swego młodszego brata Leona Fokasa, który zdołał osaczyć powracającą armię muzułmańską na przełęczy w górach Taurus. Armia emira poniosła druzgoczącą klęskę, choć on sam uciekł z pola bitwy. Wykorzystując osłabienie przeciwnika Nicefor w 962 najechał Cylicję i spustoszył ziemie emiratu, niszcząc także stolicę Aleppo, z wyjątkiem cytadeli.